# Kétpárevezős a Yerres-en (Caillebotte-kép)
A Yerres-en haladó kétpárevezőst ábrázoló kép, hivatalos címén a Canotiers ramant sur l'Yerres Gustave Caillebotte festménye, amely egy francia műgyűjtemény része.

## Keletkezése
1877–1878-ban Caillebotte számos festményt készített a természetben, elsősorban vízparti környezetben. Családjának a Párizshoz közeli Yerresben volt birtoka, amely az azonos nevű folyó partján fekszik. Caillebotte rendszeresen evezett, és sorozatának egyik kedvenc témájává a csónakok, hajósok váltak. Az impresszionisták negyedik, 1879-es kiállítására beküldött 35 képének jelentős részét ezek a festmények tették ki.
A kiállításon mutatta be Caillebotte a Yerres-en haladó kétpárevezről készült képét is, amely a datálás szerint 1877-ben készült. A képen megragadható a festő stílusának több jellegzetessége, amelyeket kora hivatalos festői és kritikusai egyöntetűen elutasítottak. A kompozíció radikalizmusa megjelenik ezen a festményen is: a szemlélő egy meghatározatlan felső pontról néz lefelé az alakokra. Caillebotte ebben az esetben is élt a figurák elvágásának lehetőségével, amely pillanatfelvételhez teszi hasonlóvá a képet.
A festmény Gustave Caillebotte 1894-es hirtelen halála után hosszú ideig örököseinek tulajdonában volt, majd eladták egy francia magángyűjtőnek. A vászonra festett olajkép 81 × 116 centiméteres.